# Bunuba
Bunuba (též Bunaba, Punuba nebo Punapa) je australský domorodý jazyk kmene Bunubů, který má okolo 100 mluvčích (podle některých zdrojů je počet mluvčích 160, podle jiných 40 nebo 110).
Používá se především v komunitě Junjuwa ve Fitzroy Crossing na severu Západní Austrálie, v regionu Kimberley.
Ačkoliv jazykem mluví především starší generace, existují snahy zachránit ho před vymřením.
Patří do velmi malé jazykové rodiny bunubanských jazyků, kam byl kromě jazyka bunuba zařazen pouze jazyk gooniyandi.

## Ukázka
Dvě věty v jazyce bunuba a český překlad:
- yaarri-ingga ngayi mila'yarra (my je nevidíme)
- biyirri-ingga-miya mila'yanbirra (ale oni vidí nás)